# 葉玉卿
葉玉卿（英語：Veronica Yip，1967年2月12日—），1985年亞洲小姐季軍，香港女演員及歌手。

## 簡介
葉玉卿畢業於香港漢文師範同學會附屬學校（1978-1979年度）和聖母玫瑰書院。1985年參加第一届亞洲小姐競選，她亦於凖決賽獲得「健美小姐」及「性格小姐」兩個獎項，決賽當晚更獲得季軍，當選之後即刻簽約亞洲電視隨之入行。其兄長為飛圖唱片高層葉志銘，丈夫為胡兆明。
2006年3月23日，葉玉卿得到美國銀行經營牌照，在美国與丈夫及多名投資者開設了紐約國際銀行及香港超级市场。目前保守估計，葉玉卿身家至少80億港元。

## 演藝生涯
1985年，葉玉卿因參與亞洲小姐競選獲得季軍而晉身香港演藝圈，賽後隨即簽約加入亞洲電視成為合約藝員，先後參與多部電視劇拍攝演出，雖然在多數作品中擔任女主角，但是由於該電視台收視積弱問題，對其知名度並沒有太大提升或為人認識。
1991年，因感到演藝事業沒有突破，決定約滿後離開工作六年的亞洲電視，尋求其他發展機會。同期，有八卦雜誌主動邀請葉玉卿拍攝露點封面，她考慮清楚後決定一試，雜誌一推出後即轟動坊間一時、雜誌更賣到斷市，此舉成功讓香港觀眾開始認識她的名字。憑藉性感照片的成功，葉玉卿順理成章地被相中接拍了三部三級情色電影：《情不自禁》、《我为卿狂》及《卿本佳人》，累積票房超過港幣3,000萬元，創造三級片票房的神話，葉玉卿突然成為炙手可熱的女星。在取得高知名度後，葉玉卿宣佈不再拍攝情色三級電影，並陸續得到其他題材的電影邀約演出，正式躋身香港電影圈一席位。
1992年3月18日，葉玉卿加盟葉志銘創辦的飛圖唱片，跨界樂壇成為歌手，及簽約無綫電視亮相。首支主打歌曲《擋不住的風情》一推出即受到全城注目，加上飛圖唱片大量電視和電台廣告宣傳攻勢下，很快熱播起來，該歌曲無論在歌詞、演繹或音樂錄影帶形像上都帶藝術性感，得到了坊間好評及接受。接力抒情主打作品《卿卿我我》更讓大眾認識她性感中也有感性的一面，展現現代女性拼搏事業之外、也有極渴望被愛的心聲。4月份，首張大碟《擋不住的風情》推出後受歡迎，衝破雙白金銷量，唱片公司為替該專輯作出大量宣傳，電視台為它製作達半小時電視廣告雜誌。此外同年底派上的全新主打歌《白玫瑰》更大熱一時，葉玉卿沒有受其拍攝三級片的影響，一年推出兩張音樂大碟《擋不住的風情》及《全部給你》，讓她成功於年終多個香港樂壇頒獎禮上均獲頒新人獎金獎，成為1992年樂壇的「女新人王」。此外，她亦參與多個無綫電視大型綜藝節目演出包括「翡翠歌星賀台慶」、「萬千星輝賀台慶」、公益籌款節目主持及表演等。電影方面，葉玉卿也開始轉型參演擔任女主角的新作品，與香港電影演員包括任達華、劉嘉玲、張曼玉、梁朝偉、周慧敏等一同主演，成功晉身一線當紅女星。
1993年，除了繼續在樂壇上作發展，推出第三張專輯《卿撫你的心》，更推出其首張國語專輯《擋不住的風情》。在電影上，葉玉卿開始憑《天台的月光》及《玫瑰玫瑰我愛你》兩片成功轉型，脫離三級女星行列。《天台的月光》更令她在第30屆金馬獎和第15屆香港電影金像獎內獲提名「最佳女主角」。除此以外，葉玉卿亦為無綫電視擔任綜藝節目主持，包括個人清談節目《卿撫你的心》，人氣持續。
1994年，葉玉卿專輯《來…尋夢》的同名主打歌推出後反應甚好，迅速於香港電台、新城電台及無綫電視三個電子傳媒的流行榜內進佔冠軍位置，是她自加入樂壇以來的首支「三台冠軍歌」，此曲更為她贏得首個歌曲獎項—1994年TVB勁歌金曲第一季季選歌曲獎。同年暑假，遠赴澳洲為TVB拍攝「葉玉卿音樂特輯之卿卿的禁區」，同時推出其首張新曲加精選專輯《打噴嚏》，她亦公佈這會是她的最後一張錄音室專輯。在電影上，葉玉卿獲導演關錦鵬賞識，與陈冲齊擔任《紅玫瑰白玫瑰》女主角，更憑此獲提名第31屆金馬獎「最佳女主角」。
1995年，葉玉卿在銀幕上開始漸少露面，減少接拍電影和間中擔任司儀工作，例如香港電影金像獎頒獎典禮。1996年，她宣佈退出演藝圈，並隨現時丈夫胡兆明移居美國生活至今。
2012年，葉玉卿獲曾志偉邀請，相隔多年回港接拍《2013我愛HK恭囍發財》，此行亦是希望探望其母親，但是次復出卻為她帶來負面報導，指她因開設的國際銀行有財政問題而復出賺錢；葉玉卿其後舉行記者會否認及澄清該新聞。其後曾志偉亦有邀請她拍攝無綫電視劇集《Aerobic Girls 舞室保衛戰》，但為免再有類似新聞出現，加上家人反對，葉玉卿最後推演該劇。在香港短暫的行程後便返回美國。2013年應黎芷珊邀請接受《最佳女主角》訪問。之後亦沒有再回港公開露面。

## 感情生活
1985年，葉玉卿與歌手張立基拍拖，多次離離合合後分手收場。
1987年與著名演員伍衛國拍拖，3年後分手，二人仍然保持友好關係。
1993年，葉玉卿與髮型師Boffy拍拖，可惜戀情只維持約一年。之後與拿督羅樹聲發展，葉玉卿更指曾一度視對方為結婚對象，可惜最後戀情告吹。
1996年，在美國工作時認識了美國華裔商人胡兆明，兩人更於同年閃速結婚；葉玉卿此後退出演藝圈並移居美國組織家庭，從事連鎖式超級市場（香港超級市場）批發和零售，兩人育有兩子一女。

## 政治立場
葉玉卿及長女胡芷欣乃美國共和黨支持者。2020年11月，二人表態支持特朗普連任美國總統。

## 演出作品

### 電影
以香港當地原始片名為主：
- 1991年 《情不自禁》
- 1991年 《我為卿狂》
- 1991年 《卿本佳人》
- 1992年 《舞男情未了》（台灣名稱：最後舞男）
- 1992年 《與鴨共舞》（台灣名稱：天生舞男）
- 1992年 《夏日情人》
- 1992年 《哥哥的情人》（台灣名稱：三個夏天）
- 1992年 《白玫瑰》（台灣名稱：藍色情人）
- 1992年 《92應召女郎》
- 1993年 《走佬威龍》（台灣名稱：跑路威龍）
- 1993年 《只要為你活一天》
- 1993年 《正牌韋小寶之奉旨溝女》（台灣名稱：韋小寶93摩登闖情關）
- 1993年 《一代梟雄之三支旗》
- 1993年 《射雕英雄傳之東成西就》
- 1993年 《天台的月光》
- 1993年 《玫瑰玫瑰我愛你》
- 1993年 《愛在黑社會的日子》
- 1993年 《盲女72小時》
- 1994年 《香港淪陷》（台灣名稱：魔鬼女集中營）
- 1994年 《仙人掌》
- 1994年 《流氓律師》（台灣名稱：新情理法）
- 1994年 《紅玫瑰白玫瑰》
- 1994年 《新情理法》
- 1995年 《夜半1點鐘》（台灣名稱：半夜誰叩我）
- 1995年 《不一樣的媽媽》
- 1996年 《暴劫傾情》（台灣名稱：致命記憶）
- 1996年 《鬼劇院之驚青艷女郎》（台灣名稱：驚青艷女郎）
- 2013年 《2013我愛HK 恭喜發財》

### 電視劇

#### 亞洲電視
- 《群芳頌》（1985年）
- 《柔情點三八》（1986年）
- 《少林五壯士》（1986年）飾 李二環
- 《幽靈》（1987年）
- 《金鳳凰》（1987年）飾 夏侯藍纓
- 《天將魔星》（1987年）
- 《姊妹情》（1988年）
- 《凶靈大法師》（1988年）飾 黃楚娟
- 《黑夜》（1988年）飾 馮素瑩
- 《上海風雲》（1989年）
- 《望父成龍》（1989年）
- 《火燒紅蓮寺》（1989年）飾 紅姑
- 《中華英雄》（1990年）飾 潔瑜/紫衣
- 《代代平安》（1990年）
- 《情在亦舒》（1990年）
- 《邊緣系列》（1990年）
- 《亡命天涯路》（1990年）飾 梁少華
- 《女人一族》（1990年）
- 《午馬行動》（1990年）
- 《劍三十》（1991年）飾 拜月兒
- 《上海一九四九》（1991年）
- 《中華英雄之中華傲訣》（1991年）飾 潔瑜
- 《過界時代》（1991年）

#### 無綫電視
- 《現代愛情戀曲之似霧情緣》（1992年）
- 《葉玉卿音樂特輯之碧波盪漾昆士蘭》（1993年）
- 《葉玉卿音樂特輯之卿卿的禁區》（1994年）

### 舞台劇
- 《新七十二家房客》

## 音樂作品

### 粵語專輯
- 《擋不住的風情》（1992年4月10日）
- 《全部給你》（1992年11月3日）
- 《卿撫你的心》（1993年5月19日）
- 《來…尋夢》（1994年2月3日）

### 國語專輯
- 《擋不住的風情》（1993年8月10日）
- 《珍惜你的女人》（1994年5月）

### 精選輯
- 《打噴嚏 新歌+精選》（1994年7月31日）
- 《深情之選》（1999年10月）

## 派台歌曲成績
| 派台歌曲四台上榜最高位置 | 派台歌曲四台上榜最高位置 | 派台歌曲四台上榜最高位置 | 派台歌曲四台上榜最高位置 | 派台歌曲四台上榜最高位置 | 派台歌曲四台上榜最高位置 | 派台歌曲四台上榜最高位置                     |
| ------------------------ | ------------------------ | ------------------------ | ------------------------ | ------------------------ | ------------------------ | -------------------------------------------- |
| 唱片                     | 歌曲                     | 903                      | RTHK                     | 997                      | TVB                      | 備註                                         |
| 1992年                   |                          |                          |                          |                          |                          |                                              |
| 擋不住的風情             | 擋不住的風情             | 17                       | 16                       |                          | x                        | OT：姚莉 ~ 得不到的愛情                      |
| 擋不住的風情             | 卿卿我我                 | 5                        | 4                        |                          | x                        |                                              |
| 擋不住的風情             | 魔鬼的誘惑               | 25                       | -                        |                          | x                        | OT：尤雅 ~ 梅蘭梅蘭我愛你                    |
| 全部給你                 | 白玫瑰                   | 5                        | 5                        |                          | -                        |                                              |
| 全部給你                 | 愛的傷口                 | 12                       | 6                        |                          | 2                        | TVB勁歌推介                                  |
| 全部給你                 | 傻眼淚                   | 14                       | -                        |                          | -                        | OT：The Beautiful South ~ Bell-Bottomed Tear |
| 1993年                   |                          |                          |                          |                          |                          |                                              |
| 一切都為愛精選           | 一切都為愛               | 16                       | 19                       |                          | 8                        | 與張立基合唱                                 |
| 卿撫你的心               | 男人是否都一樣           | 11                       | 4                        |                          | -                        |                                              |
| 卿撫你的心               | 卿撫你的心               | 18                       | 17                       |                          | -                        |                                              |
| 卿撫你的心               | 夢罪                     | 15                       | /                        |                          | -                        |                                              |
| 卿撫你的心               | 我總捨不得               | 21                       | 5                        |                          | -                        | TVB勁歌推介                                  |
| 來…尋夢                  | 心邪                     | 10                       | 16                       | 7                        | -                        |                                              |
| 1994年                   |                          |                          |                          |                          |                          |                                              |
| 來...尋夢                | 沉默的戀人               | -                        | 18                       | -                        | -                        |                                              |
| 來...尋夢                | 來...尋夢                | 2                        | 1                        | 1                        | 1                        | 三台冠軍歌 OT：陳小雲 ~ 舞女                 |
| 打噴嚏                   | 打噴嚏                   | 12                       | 10                       | -                        | -                        | OT：The McGuire Sisters ~ Achoo Cha Cha      |
| 打噴嚏                   | 夏娃                     | 2                        | 10                       | -                        | -                        |                                              |
| 打噴嚏                   | 獨身女子                 | 23                       | -                        | -                        | -                        | OT：Georgia Gibbs ~ Seven Lonely Days        |

| 903 | RTHK | 997 | TVB | 備註              |
| 0   | 1    | 1   | 1   | 四台冠軍歌總數：0 |

## 主持
- 《夜半輕私語》（1992年）
- 《卿撫你的心》（1993年）
- 《花弗新世界》（1993年）
- 《人生交叉點》（1995年）（第16-28集）

### 司儀
- 《星光熠熠耀保良》（1992年）
- 《生力啤香港競飲大賽1992》（1992年）
- 《第一屆中華模特兒大賽》（1992年）
- 《萬千星輝賀台慶》（1993-1995年）
- 《慈善星輝仁濟夜》（1994年）
- 《華南水災籌款之夜》（1994年）
- 《一個世紀的婚禮》（1995年）
- 《第15屆香港電影金像獎》（1996年）

## 獎項
| 年份   | 獎項                                                     | 備註                                                                   |
| 1985年 | 亞洲小姐（香港）競選 - 季軍                              |                                                                        |
| 1985年 | 亞洲小姐（香港）競選 - 最健美小姐                        |                                                                        |
| 1985年 | 亞洲小姐（香港）競選 - 最有性格小姐                      |                                                                        |
| 1992年 | 商業電台叱咤樂壇流行榜頒獎典禮－叱咤樂壇新力軍女歌手金獎 | 上榜歌曲：擋不住的風情、卿卿我我、魔鬼的誘惑、白玫瑰、愛的傷口、傻眼淚 |
| 1992年 | 無綫電視十大勁歌金曲頒獎典禮－最受歡迎新人獎(女歌星)金獎 | 演繹歌曲：白玫瑰                                                       |
| 1992年 | 香港電台十大中文金曲頒獎音樂會－最有前途新人獎女歌手金獎 |                                                                        |
| 1992年 | 新城電台勁爆家族音樂大賞－最佳新晉女歌手                 |                                                                        |
| 1994年 | 無綫電視勁歌金曲第一季季選－得獎歌曲《來...尋夢》        |                                                                        |

## 外部連結
- 葉玉卿在互联网电影资料库（IMDb）上的資料（英文）
- 葉玉卿在香港影庫上的簡介
- 葉玉卿在时光网上的簡介（简体中文）
- 葉玉卿在豆瓣上的资料（简体中文）

| 前任： 首屆 | 亞洲小姐競選季軍 1985年 | 繼任： 吳寧 |